# Benjamin Guerard
Benjamin Guerard, född 1740 i Charleston, South Carolina, död 21 december 1788 i Charleston, South Carolina, var en amerikansk politiker. Han var South Carolinas guvernör 1783–1785.
Guerard var 1782 ledamot av South Carolinas senat. Under amerikanska frihetskriget hade han varit i brittisk fångenskap och 1782 var han med om att förhandla om britternas reträtt från South Carolina.
Guerard efterträdde 1783 John Mathews som South Carolinas guvernör och efterträddes 1785 av William Moultrie.